# 嶋村龍斎
嶋村 龍斎（しまむら りょうさい、2008年7月23日 - ）は、日本の子役。オスカープロモーション所属。

## 概要
2008年7月生まれ。出身地は非公表。趣味は、ボディボード、スキー。特技は、ダンス、器械体操。
『クイズ!あなたは小学5年生より賢いの?』の名物である「助っ人小学生」5人の一人として出演した。

## 出演

### CM
- フォトスタジオタートル
- エサキホーム
- カニエジャパン
- めいらくグループ「スジャータ」
- 積和不動産中部「マストリフォーム」
- イオン Hello! New CHRISTMAS「デリチキ篇」「ローストビーフ篇」
- スバル「シフォン」
- よみうりランド「グッジョバ 1周年」
- ユーキャン「脳トレパズル」
- ベイシア「フードアート」篇

### ウェブ
- トヨタホーム
- ユニクロ「UT」
- ベネッセ「進研ゼミ小学講座」
- バンダイ「AERONOVA」

### スチール
- ミツカン
- フォトスタジオタートル 七五三 カタログ
- 長崎屋ドン・キホーテ チラシ
- ディノス カタログ
- JR東日本 群馬プレデスティネーションキャンペーン（2020年）

### 雑誌
- ぴあ「夏ぴあ東海版」
- JTBパブリッシング 「るるぶ岐阜」
- フレーベル館「キンダーブック3」
- 光文社「STORY」

### テレビ番組
- 「バゲット」コラボロケ（日本テレビ）
- クイズ!あなたは小学5年生より賢いの?（日本テレビ、2019年10月18日 - 2020年3月13日) - 助っ人小学生 2019年度レギュラー[2]

### バラエティー
- Eダンスアカデミー シーズン5 五代目Eダンスキッズ (NHK Eテレ、2017年4月7日 - 9月) レギュラー[3]
- 金スマSP滝沢秀明生い立ち再現 (TBS) - 滝沢秀明 幼少役
- 一番だけが知っている 太田三砂貴 再現 (TBS)

### その他
- トヨタ自動車 VP
- GENERATIONS from EXILE TRIBE「少年」MV